# Moyen-platonisme
Le moyen-platonisme ou médio-platonisme ou platonisme éclectique regroupe des penseurs qui se réclament de Platon, depuis le Ier siècle av. J.-C. jusqu'au IIe siècle. 
La notion de moyen-platonisme remonte à Karl Praechter en 1901 (dans son étude sur Hiéroclès le Stoïcien) et en 1909 (dans ses rééditions du premier volume du Grundriss der Geschichte der Philosophie de Friedrich Ueberweg). Il fixe donc le mot, mais aussi la chronologie : le début remonterait à 87 av. J.-C., avec Antiochos d'Ascalon, et la fin adviendrait avec l'enseignement de Plotin (dès 244), qui est néoplatonicien. Praechter donne aussi deux caractéristiques : l'éclectisme (harmonisation et assimilation de doctrines non platoniciennes) et l'orthodoxie (défense de l'identité du platonisme). Mais, certains savants (dont J. Dillon, 1977) donnent pour fondateur Eudore d'Alexandrie (40 av. J.-C.), qui est extra-platonicien. D'autres avancent des caractéristiques différentes : le monisme de l'Un, surtout, par opposition aux tendances dualistes du dernier Platon ou de platoniciens. D'autres savants, comme M. Frede (1987), refusent de distinguer moyen-platonisme et néo-platonisme. 
Ne pas confondre avec la Moyenne Académie de l'école platonicienne (fondée par Arcésilas de Pitane en 268 av. J.-C.).

## Histoire
Les grands représentants du moyen-platonisme, dits "moyen-platoniciens" ou "médio-platoniciens", sont (mais la liste ne fait pas l'unanimité) : 
- Antiochos d'Ascalon (68 av. J.-C.), il est stoïcisant et la majorité des commentateurs (H. Dörrie, J. Glucker, L. Deitz, P. Moraux) ne le tient pas pour moyen-platonicien
- Eudore d'Alexandrie (40 av. J.-C.), il est pythagorisant
- Philon d'Alexandrie (vers 45)
- Ammonios d'Athènes, maître de Plutarque en 66, médio-platonicien selon J. Glucker (Antiochus and the late Academy, Göttingen, 1978)
- Plutarque de Chéronée (45-125)
- Moderatus de Gadès (vers 90)
- Nicomaque de Gérase (vers 120)
- Théon de Smyrne (vers 130)
- Taurus de Béryte (vers 145)
- Alcinoos (vers 150)
- Numénius d'Apamée (vers 155)
- Apulée (vers 160)
- Atticus (vers 175)
- Celse[4] (vers 180)
- Maxime de Tyr (vers 180)
- Claude Galien (v. 131-v. 201)

J. Dillon ajoute des courants ésotériques à cette liste :
- le Poimandrès (fin du Ier s. ou du début du IIe s), qui fait partie du Corpus hermeticum, lequel se réclame, non de Platon, mais d'Hermès Trismégiste
- la gnose valentinienne (vers 150)
- les Oracles chaldaïques (vers 170)

Le gnosticisme a été influencé par le moyen-platonisme : les textes séthiens (Allogène, Zostrien, Les trois stèles de Seth, Marsanes), avec la triade Être-Vie-Intellect, et introduction du Pouvoir (Dynamis) comme principe de médiation de l'Un. Les auteurs gnostiques Ménandre (fin du Ier siècle), Basilide (vers 120), Cérinthe, Satornil (Saturnin), Hermogène, Isidore, Bardesane (vers 220) sont imprégnés de platonisme.
La plupart des ouvrages de Porphyre, classé comme néo-platonicien, puisqu'il fut disciple de Plotin, relèvent du moyen-platonisme, ne serait-ce que parce que Porphyre a écrit avant de connaître Plotin.

## Philosophie
Le moyen-platonisme s'efforce d'accommoder les conceptions de Platon à la terminologie d'Aristote. Toute une tendance veut pythagoriser Platon : Eudore, Moderatus de Gadès (vers 90), Numénios d'Apamée, Nicomaque de Gérase, Anatole de Laodicée (vers 270), Jamblique, le jeune Proclos (dans son Commentaire du Timée, en 439), Simplicios de Cilicie dans son Commentaire de la 'Métaphysique' d'Aristote (vers 535).
Voici quels traits caractérisent le moyen-platonisme selon Marco-Zambon : 
- absence de traits spécifiquement plotiniens (Plotin distingue l'être et l'Un, pas le jeune Porphyre)
- identification du premier principe transcendant avec l'être (Numénios, Plutarque, Porphyre)
- distinction de deux intellects chez le dieu démiurge, l'un paradigmatique (Dieu père, tourné vers la contemplation des intelligibles), l'autre créateur (Dieu tourné vers la production du cosmos sensible)
- définition du platonicien, non plus comme un disciple de Platon ou un membre de l'Académie de Platon, mais comme discipline d'une doctrine exposée par Platon, interprétée comme révélation divine
- refus de l'idée qu'Aristote puisse s'harmoniser avec Platon
- finalité de la pratique de la philosophie placée, non dans l'érudition, mais dans l'assimilation à Dieu
- exposés sous forme de commentaire des dialogues de Platon, de recueils de doxographies, d'introductions à la doctrine de Platon
- doctrine des trois principes du Timée (27c-29d) : le paradigme, le démiurge (second Dieu), la matière
- nombreuses triades : premier Dieu (transcendant) / Âme du monde (Hécate) / second Dieu (démiurge), être/intellect/vie, père/puissance/intellect, etc.
- doctrine de la transcendance du premier Dieu, structuration hiérarchique de la réalité
- tendance à l'encyclopédisme.

### Textes
(par ordre chronologique)
- Eudore d'Alexandrie (40 av. J.-C.) : fragments : C. Mazzarelli, Revista di Filosofia Neoscolastica, 77 (1985), p. 197-209 et 535-555.
- Pseudo-Platon, lettre II : Platon, Lettres, Garnier-Flammarion.
- Commentaire anonyme du 'Théétète' de Platon : Commentarium in Platonis Theaetetum, in Corpus dei papiri filosofici greci et latini. Parte III : Commentari, édi. par G. Bastianini et D. Sedley, Florence, éd. Leo S. Olschki, 1995, p. 227-562.
- Plutarque (v. 46-v. 125), Œuvres morales, trad., Paris, Les Belles Lettres
- Théon de Smyrne, Exposition des connaissances mathématiques utiles pour la lecture de Platon (vers 130 ?), trad., Hachette, 1892.
- Alcinoos, Enseignement des doctrines de Platon (150), trad. Pierre Louis (1945, sous le titre Épitomé et sous le nom d'auteur Albinos) revue par J. Whittaker (1990), Les Belles Lettres, 2002.
- Numénius, Fragments (vers 155), édition et traduction Édouard des Places, Les Belles Lettres, 1973, 220 p
- Apulée, Opuscules philosophiques (vers 160), Les Belles Lettres, 1973.
- Oracles chaldaïques (vers 170), trad., Les Belles Lettres, 1971.
- Atticus, Fragments (vers 175), trad. Édouard des Places, Les Belles Lettres, 1977, 162 p.

### Études
- Édouard des Places, « Études récentes (1953-1973) sur le platonisme moyen du IIe siècle après J.-C. », Bulletin de l'Association Guillaume Budé, no 3,‎ octobre 1974, p. 347-358 (lire en ligne)
- « Qu’est-ce que le médio-platonisme ? », dans Alexandra Michalewski, La puissance de l’intelligible : la théorie plotinienne des Formes au miroir de l’héritage médioplatonicien, Leuven, Leuven University Press, 2014 (lire en ligne), p. 9-46
- (en) P. Merlan, From Platonism to Neoplatonism, La Haye, 1960.
- (en) J. Dillon, The Middle Platonists. A Sudy of Platonism. 80 before Christ to A.D. 220, Cornell University Press, Ithaca, N.Y. ; Duckworth, Londres, 1977.
- Marco Zambon, Porphyre et le moyen-platonisme, Vrin, « Histoire des doctrines de l’antiquité classique ». 400 p.
- Matthias Baltes, Zur Philosophie des Platonikers Attikos, Jahrbuch für Antike und Christentum Münster, 1983, vol. 10, pp. 38-57.